# Exetastes vittatipes
Exetastes vittatipes är en stekelart som beskrevs av Cresson 1874. Exetastes vittatipes ingår i släktet Exetastes och familjen brokparasitsteklar. Inga underarter finns listade i Catalogue of Life.